# دوغ رولينز
دوغ رولينز هو سياسي كندي، ولد في 7 نوفمبر 1938، وتوفي في 19 نوفمبر 2012 في بيلفي في كندا. نشط حزبياً في حزب أونتاريو المحافظ التقدمي. وقد انتخب عضو برلمان مقاطعة أونتاريو ‏.